# Mohamed Amine Aoudia
Mohamed Amine Aoudia (El Harrach, Argel, Argelia, 6 de junio de 1987) es un futbolista argelino. Juega de delantero y su equipo actual es el USM Alger del Championnat National de Première Division de Argelia.

## Trayectoria
Amine Aoudia estuvo en el Belouizdad desde 2005 hasta 2008. Luego de anotar 14 goles en 46 partidos por la liga, se unió al USM Annaba, jugando en 21 ocasiones y realizando 4 anotaciones. En 2009 fue transferido al Kabylie. En total jugó 27 partidos y anotó 9 goles.

### Zamalek
El 26 de diciembre de 2010, Aoudia aceptó unirse al Zamalek de la Primera División de Egipto firmando un contrato que abarcaba tres años. Tres días después el trato se hizo oficial. El conjunto egipcio pagó $200,000 al Kabylie.
El 21 de enero de 2011, Aoudia debutó con su nuevo club en el empate sin goles frente al El-Entag El-Harby. Una semana después, Aoudia convirtió su primer tanto oficial en la Liga de Campeones de la AFC ante el Ulinzi Stars de Kenia. El resultado final fue 4 a 0 a favor de los egipcios. El 21 de mayo, anotó su primer gol en la liga frente al Arab Contractors. El 18 de julio, el recién nombrado técnico, Hassan Shehata, dijo que Aoudia no estaba entre sus planes.

### ES Sétif
El 31 de julio de 2011, Aoudia firmó por dos años con el ES Sétif que decidió repatriarlo. El club argelino pagó $125,000 al Zamalek.

## Selección nacional
Aoudia fue parte de la selección sub-23 de Argelia y participó en los Juegos Panafricanos de 2007. Jugó los tres partidos que su selección disputó anotando dos goles: uno a Guinea y otro a Zambia.
El 27 de septiembre de 2010, Aoudia fue invitado a a entrenar por diez días con la selección de Argelia "A" (combinado en el que solo participan jugadores de la liga local) y de paso jugar un par de amistosos contra Malí.
El 30 de octubre del mismo año, Aoudia fue llamado a la selección absoluta por el entrenador Abdelhak Benchikha para un amistoso contra Luxemburgo. Debutó en la selección ese mismo partido entrado a los 75 minutos de juego sustituyendo a Karim Ziani.

## Clubes
| Club               | País     | Año         |
| ------------------ | -------- | ----------- |
| Belouizdad         | Argelia  | 2005 - 2008 |
| USM Annaba         | Argelia  | 2008 - 2009 |
| Kabylie            | Argelia  | 2009 - 2010 |
| Zamalek            | Egipto   | 2010 - 2011 |
| ES Sétif           | Argelia  | 2011 - 2013 |
| Dinamo Dresde      | Alemania | 2013 - 2014 |
| FSV Frankfurt      | Alemania | 2014 -      |
| USM Alger (cedido) | Argelia  | 2015 -      |